# Purushartha
Purushartha (IAST: Puruṣārtha, devanāgarī : पुरुषार्थ) est un terme sanskrit utilisé dans l'hindouisme qui signifie « but de l'existence humaine ». Il y en a quatre selon la tradition, qui peuvent être associés aux quatre stades (ashramas) de la vie d'un brahmane :
- dharma : le devoir ;
- artha : la prospérité ;
- kāma : le plaisir ;
- moksha : la libération.